# 1824년 관세법
1824년 관세법(영어: Tariff of 1824, 2019년 지역별 관세법, 챕터 4, 4 Stat. 2, 1824년 5월 22일 제정)은 미국의 보호 관세로, 저렴한 영국 상품, 특히 철제품, 양모 및 면직물, 농산물로부터 미국 산업을 보호하기 위해 고안되었다.
19세기 두 번째 보호 관세인 1824년 관세법은 북부와 남부의 지역적 이해관계가 진정으로 충돌한 첫 번째 관세였다. 8년 전의 1816년 관세법은 미영 전쟁 이후 미국 국민주의의 물결을 타고 법제화되었다. 그러나 1824년에 이르러 이 민족주의는 강력한 지역주의로 변모하고 있었다. 헨리 클레이 시니어는 1816년 관세법, 미국 제2은행, 그리고 여러 사회 기반 시설의 책임이 있는 철학인 그의 3가지 요점 "미국 시스템"을 옹호했다. 존 캘훈은 남부의 입장을 대변했는데, 한때 클레이의 관세와 도로를 지지했지만, 1824년에는 둘 다 반대했다. 그는 보호 관세가 외국의 제조품과 면섬유에 대한 개방된 외국 시장에 의존하는 남부를 희생시키면서 북부에 이익을 주는 장치로 보았다. 그리고 클레이가 옹호했던 연방 비용으로 건설되는 유료 도로 프로그램은 남부에 상당한 이점을 제공하지 않고 세금 부담을 지울 것이었다.
그럼에도 불구하고 국내 시장을 주로 생산하고 따라서 보호 관세의 영향에 대부분 면역이 된 북부와 서부 대표들은 함께 협력하여 의회를 통해 관세법을 통과시켰고, 이는 남부 주와 북부 주 사이의 적대감 전통을 시작하여 궁극적으로 남북 전쟁을 야기하는 데 기여했다. 1824년 관세법의 후속 법안인 1828년의 이른바 "증오 관세법"은 무효화 위기로 알려진 논란을 불러일으켰기 때문에 보호 관세 중 가장 악명이 높았다.

## 추가 문헌
- Taussig, Frank. Tariff History of the United States (1912) 온라인